# 2-я Рыбинская улица
Втора́я Ры́бинская у́лица — улица, расположенная в Восточном административном округе города Москвы на территории района Сокольники.

## История
Улица получила своё название в XIX веке по протекавшей поблизости реке Рыбинке.

## Расположение
2-я Рыбинская улица проходит от улицы Лобачика на северо-запад параллельно Третьему транспортному кольцу до 1-й Рыбинской улицы. Сквозного проезда на улицу Лобачика нет. Нумерация домов начинается от улицы Лобачика.

## Примечательные здания и сооружения
По нечётной стороне:
Здание бывшего Московского вертолётного завода имени М. Л. Миля (см.: Национальный центр вертолётостроения имени М. Л. Миля и Н. И. Камова).
По чётной стороне:

## Транспорт

### Наземный транспорт
По 2-й Рыбинской улице не проходят маршруты наземного общественного транспорта. У северо-западного конца улицы, на Третьем транспортном кольце, расположена остановка «1-я Рыбинская улица» автобусов № 265, 778.

### Метро
- Станция метро «Сокольники» Сокольнической линии и «Сокольники» Большой кольцевой линии (соединены переходом) — восточнее улицы, на Сокольнической площади.
- Станция метро «Красносельская» Сокольнической линии — юго-восточнее улицы, на пересечении Верхней Красносельской, Нижней Красносельской и Краснопрудной улиц.